# Hyperolius pardalis
Hyperolius pardalis là một loài ếch thuộc họ Hyperoliidae.
Loài này có ở Cameroon, Cộng hòa Trung Phi, Cộng hòa Congo, Guinea Xích Đạo, Gabon, và có thể cả Cộng hòa Dân chủ Congo.
Môi trường sống tự nhiên của chúng là rừng ẩm vùng đất thấp nhiệt đới hoặc cận nhiệt đới, sông ngòi, đầm nước, đầm nước ngọt, đầm nước ngọt có nước theo mùa, vườn nông thôn, rừng trước đây suy thoái nghiêm trọng, và ao.